# Pavle Dešpalj
Pavle Dešpalj, hrvaški dirigent in skladatelj, * 18. junij 1934, Blato, Korčula, † 16. december 2021, Zagreb
Študij kompozicije je končal v Zagrebu, med letoma 1962 in 1967 je bil šef dirigent Simfoničnega orkestra Zagreb, od leta 1963 pa še dirigent komornega orkestra RTZ in stalni gostujoči dirigent Zagrebške filharmonije. Dešpalj je soustanovitelj zadarskih Glasbenih večerov pri sv. Donatu (leta 1960), leta 1966 pa je ustanovil beograjski komorni ansambel. Od 1967 dalje deluje tudi v ZDA, leta 1970 je bil izbran za glasbenega ravnatelja in dirigenta Simfoničnega orkestra v Orlandu. Med letoma 1980 in 1985 je deloval kot šef dirigent Zagrebške filharmonije, od leta 1987 dalje pa je profesor dirigiranja na Glasbeni akademiji v Zagrebu. Dešpalj je bil tudi direktor Dubrovniškega festivala. Od leta 1988 je član HAZU.  
Njegov brat je priznani hrvaški violončelist Valter Dešpalj.
Njegova najvidnejša skladateljska dela so:
- Koncert za violino in orkester (1959)
- Koncert za altovski saksofon in orkester (1963)
- Variacije za komorni orkester (1957)